# Strathspey Thistle F.C.
Strathspey Thistle Football Club là một câu lạc bộ bóng đá Scotland đến từ Grantown-on-Spey ở cao nguyên Scotland. Hiện tại họ đang thi đấu ở Highland Football League, nhưng đã từng thi đấu trong hệ thống Scottish Junior Football từ năm 1993. Strathspey Thistle được chấp thuận chơi ở Highland Football League ngày 25 tháng 2 năm 2009, và bước vào giải đấu từ đầu mùa giải 2009–10.
Strathspey Thistle thua trận đầu tiên tại Highland League với tỉ số 8–1 trước Wick Academy.

## Đội hình hiện tại
Tính đến 16 tháng 1 năm 2016
Ghi chú: Quốc kỳ chỉ đội tuyển quốc gia được xác định rõ trong điều lệ tư cách FIFA. Các cầu thủ có thể giữ hơn một quốc tịch ngoài FIFA.
| Số | VT | Quốc gia | Cầu thủ           |
| -- | -- | -------- | ----------------- |
| 1  | TM | Scotland | Michael MacCallum |
| 2  | HV | Scotland | Jack Maley        |
| 3  | HV | Scotland | Owen Cairns       |
| 4  | HV | Scotland | Matthew Murphy    |
| 5  | HV | Scotland | Jordan Wardrope   |
| 6  | HV | Scotland | Mark McKernie     |
| 7  | HV | Scotland | Gary Kerr         |
| 8  | TV | Scotland | James McShane     |
| 9  | TĐ | Scotland | Adam McLeod       |
| 10 | TĐ | Scotland | Connor Aubrey     |

| Số | VT | Quốc gia | Cầu thủ          |
| -- | -- | -------- | ---------------- |
| 12 | HV | Scotland | Stuart Patience  |
| 13 | TM | Scotland | Ali Matheson     |
| 14 | TĐ | Scotland | Josh Peters      |
| 15 | TV | Scotland | Josh Race        |
| 16 | TV | Scotland | Kevin Mckie      |
| 17 | TV | Scotland | Thomas Brothwick |
| 19 | TĐ | Scotland | Scott Hume       |
| 20 | HV | Scotland | John Treasurer   |
| 21 | TĐ | Scotland | James MacKay     |
| 22 | TV | Scotland | Martin Groat     |